# Stopplaats Wolddijk
Stopplaats Wolddijk (telegrafische code: wdk) is een voormalig stopplaats aan de spoorlijn Groningen - Delfzijl, destijds aangelegd door de Staat der Nederlanden. De stopplaats lag ten oosten van Sauwerd en ten westen van Bedum. Aan de spoorlijn werd de stopplaats voorafgegaan door station Sauwerd en gevolgd door station Bedum. Stopplaats Wolddijk werd geopend op 15 juni 1884. Wanneer de stopplaats gesloten is, is niet bekend, maar wordt bijvoorbeeld nog wel genoemd op de kadastrale kaart van 1922. In het huidige landschap zijn nog sporen te vinden waar het perron gelegen was.
0,0: Groningen ·
Kostverloren ·
3,9: Groningen Noord ·
Adorp ·
10,9: Sauwerd ·
Wolddijk ·
15,1: Bedum ·
18: Middelstum ·
21,9: Stedum ·
25,9: Loppersum ·
Eenum ·
Oosterwijtwerd ·
Tjamsweer ·
33,6: Appingedam ·
36: Uitwierde ·
36,3: Delfzijl West ·
37,9: Delfzijl
Appingedam · 
Bad Nieuweschans ·
Baflo · 
Bedum · 
Delfzijl · 
-West · 
Eemshaven ·
Grijpskerk · 
Groningen · 
-Europapark ·
-Noord ·
Haren · 
Hoogezand-Sappemeer · 
Kropswolde · 
Loppersum · 
Martenshoek · 
Roodeschool · 
Sauwerd · 
Scheemda · 
Stedum · 
Uithuizen · 
Uithuizermeeden · 
Usquert · 
Veendam · 
Warffum · 
Winschoten · 
Winsum · 
Zuidbroek · 
Zuidhorn
Voormalige stations: zie de lijst van voormalige spoorwegstations in Groningen